# Claire Moreau
Claire Moreau, née le  16 août 1992 à Riom, est une joueuse française de handball évoluant au poste de gardienne de but au Savoie Handball Club de la Motte-Servolex.

## Biographie
Claire Moreau a débuté le handball à 11 ans à Châtel-Guyon puis a joué pour les clubs de Clermont-Ferrand, Montluçon et Pérignat avant de rejoindre le centre de formation du Cercle Dijon Bourgogne.
Elle est alors sélectionnée en équipe de France junior avec laquelle elle devient vice-championne du monde 2012 aux côtés notamment de Grâce Zaadi, Manon Houette, Coralie Lassource et Laura Glauser.
Après avoir joué ses premiers matchs professionnels avec Dijon, elle rejoint l'AS Cannes Mandelieu à l'été 2013, club qui avait alors un projet ambitieux de bâtir un groupe autour de jeunes joueuses pour qui progresser en D2 puis monter en LFH. Si le club subit finalement une relégation administrative en N2 en 2015, elle y reste sept saisons avant de rejoindre en 2020 le SHBC La Motte-Servolex en Nationale 1.

## Palmarès

### En sélection
- Vice-championne du monde junior en 2012